# Liste des compagnies aériennes charter
Il s'agit d'une liste des compagnies aériennes charter en fonctionnement en 2022.
Certaines compagnies aériennes ne sont pas nécessairement les compagnies aériennes charter, mais certaines peuvent offrir des services d'affrètement. Par exemple, TAME, une Compagnie aérienne porte-drapeau équatorienne a des vols charters à travers ses autres destinations internationales) :

## Compagnies aériennes actives

### Afrique

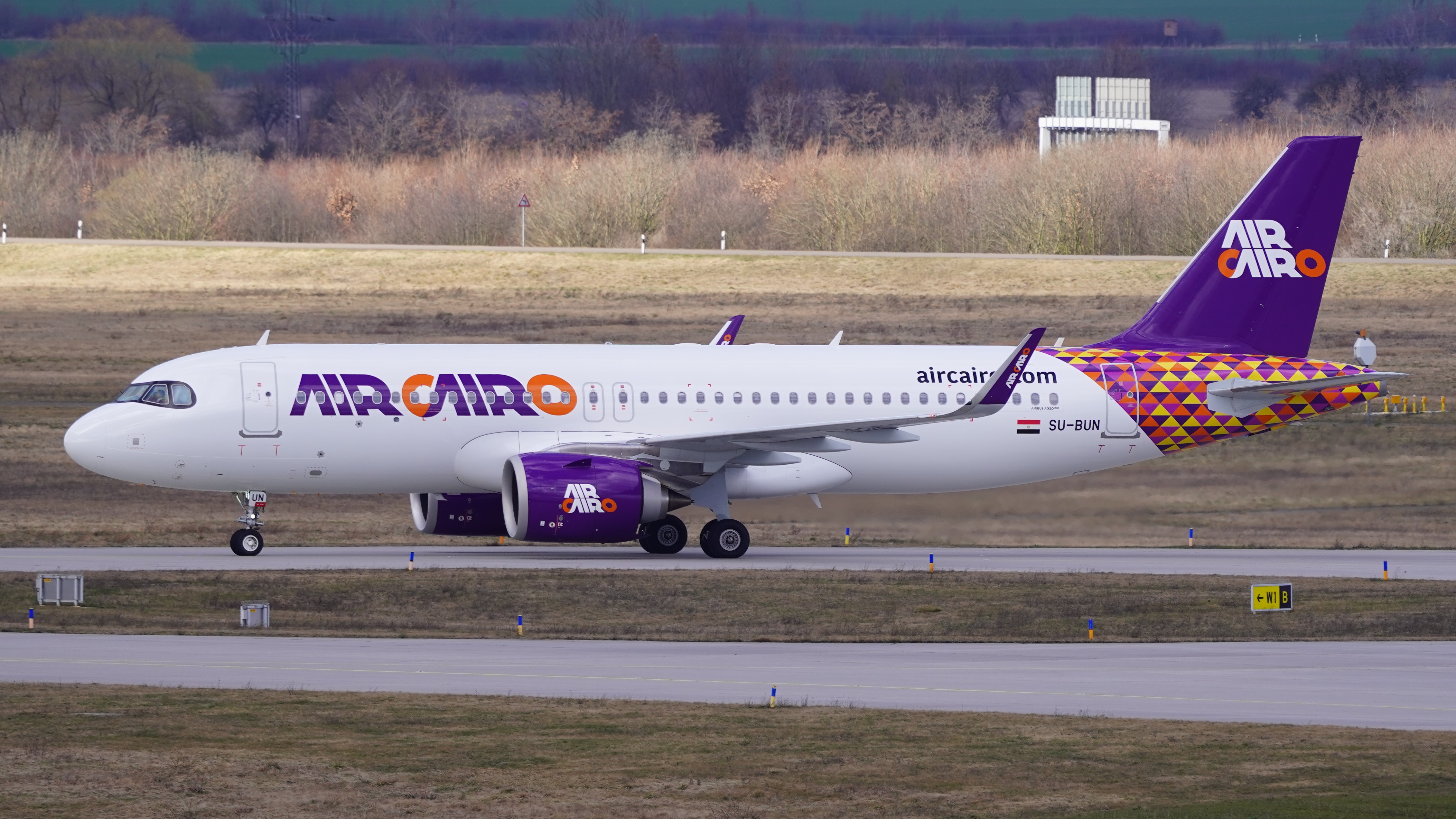
Un A320 d'Air Cairo

Égypte
- Air Cairo
- AMC Airlines
- FlyEgypt

 Tanzanie
- Safari Plus

### Amérique
Canada
- Air Transat
- Air Inuit
- Chrono Aviation
- Summit Air

 États-Unis
- Air Tindi
- Atlas Air (États-Unis)
- Berry Aviation
- CSI Aviation, Inc.
- Elite Airways
- Kelowna Flightcraft Air Charter
- National Airlines
- NetJets
- Omni Air International
- Reliant Air
- Skymax
- Swift Air
- World Atlantic Airlines
- XOJET
- ABX Air (cargo)
- UPS (cargo)

 Haiti
- Sunrise Airways

 Mexique
- Magnicharters

### Asie
Jordanie
- Arab Wings

#### Myanmar
- Union Express Charter Airline

### Europe

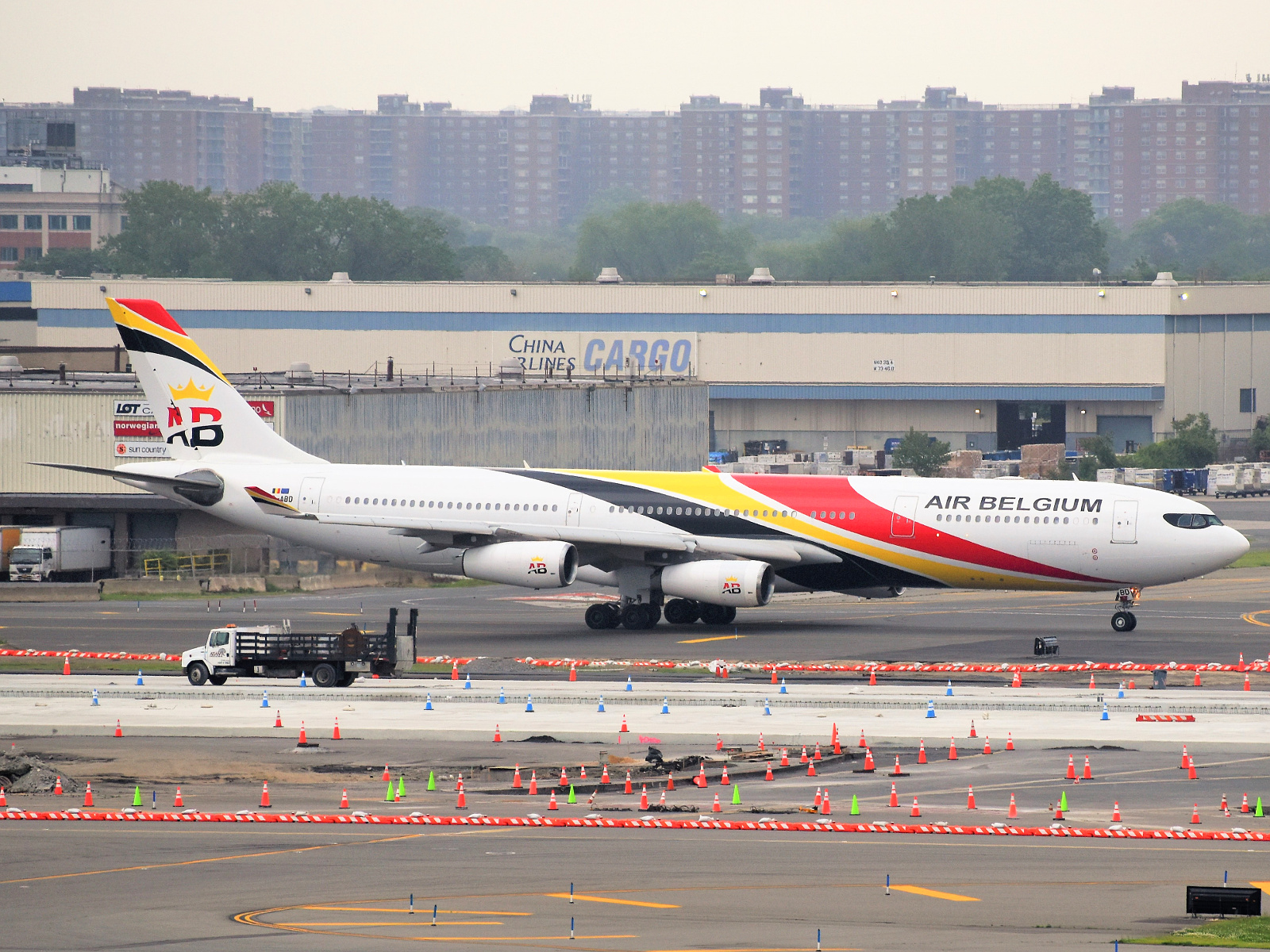
Un A340 d'Air Belgium à New York

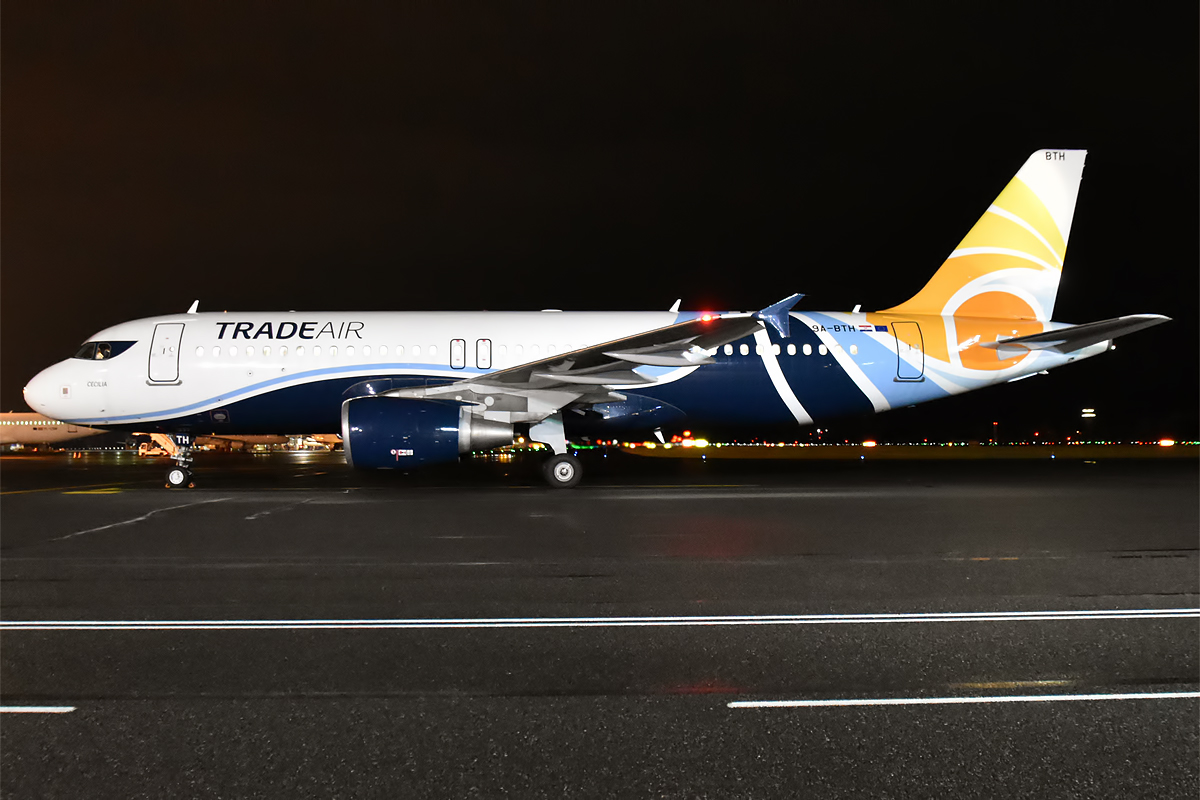
Trade Air, une compagnie aérienne croate spécialisé dans l'affrètement

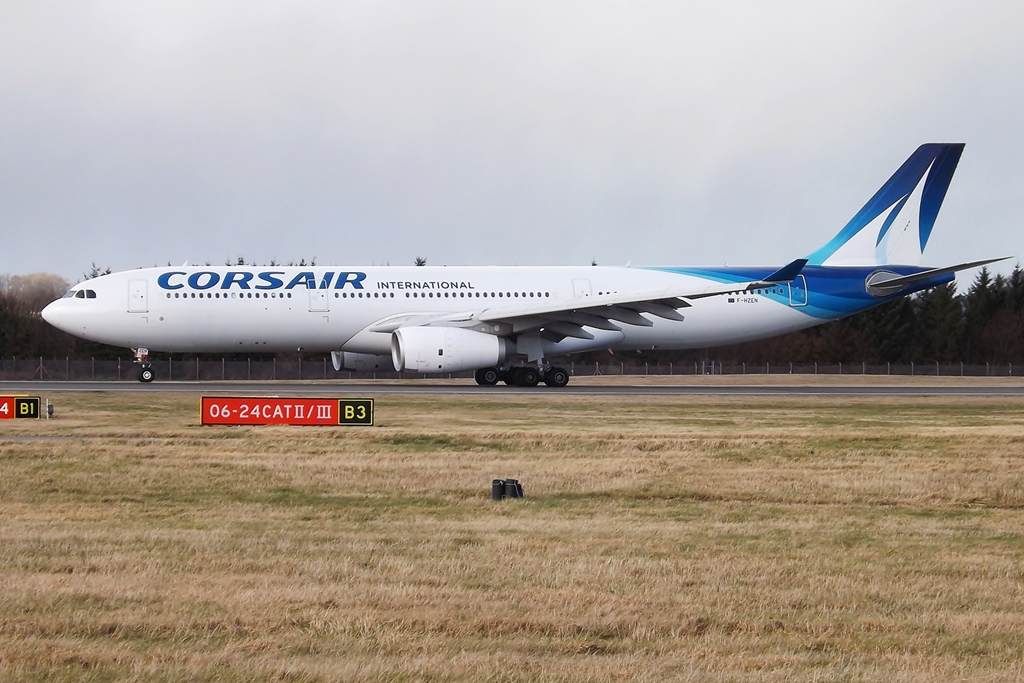
Un A330 de Corsair

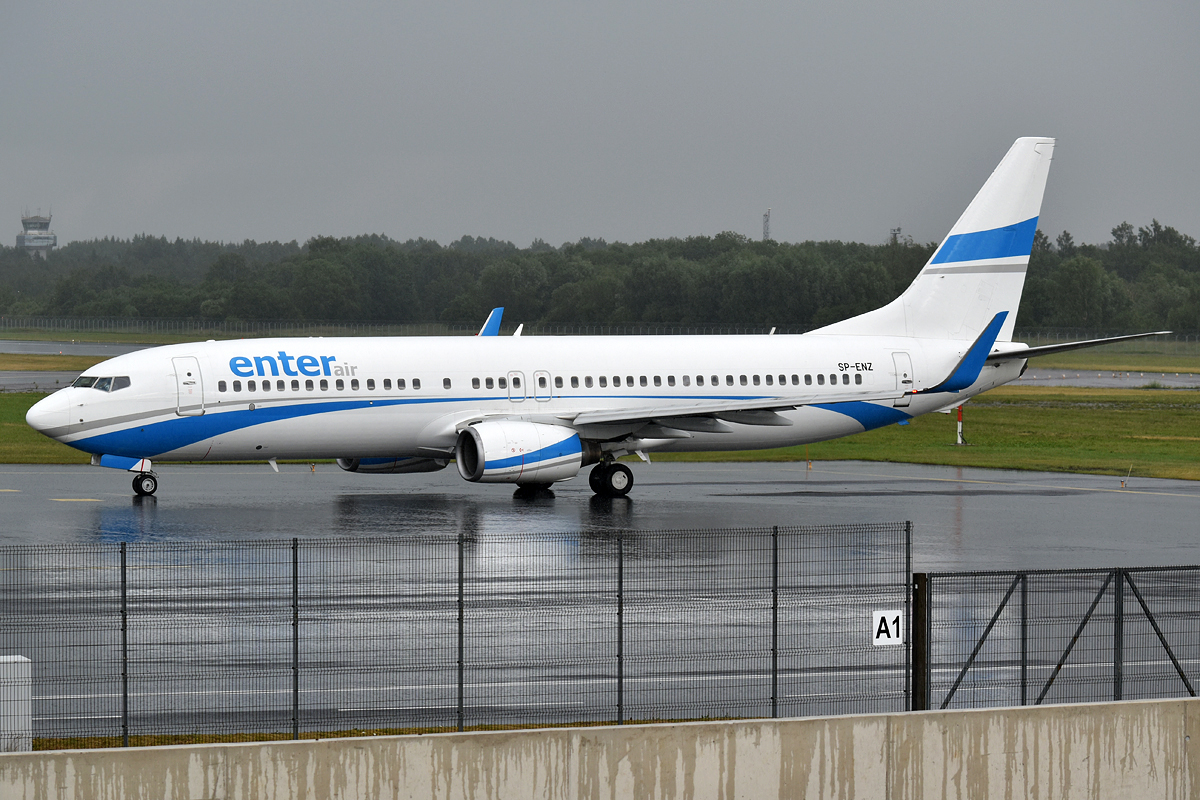
Un Boeing 737-800 d'Enter Air

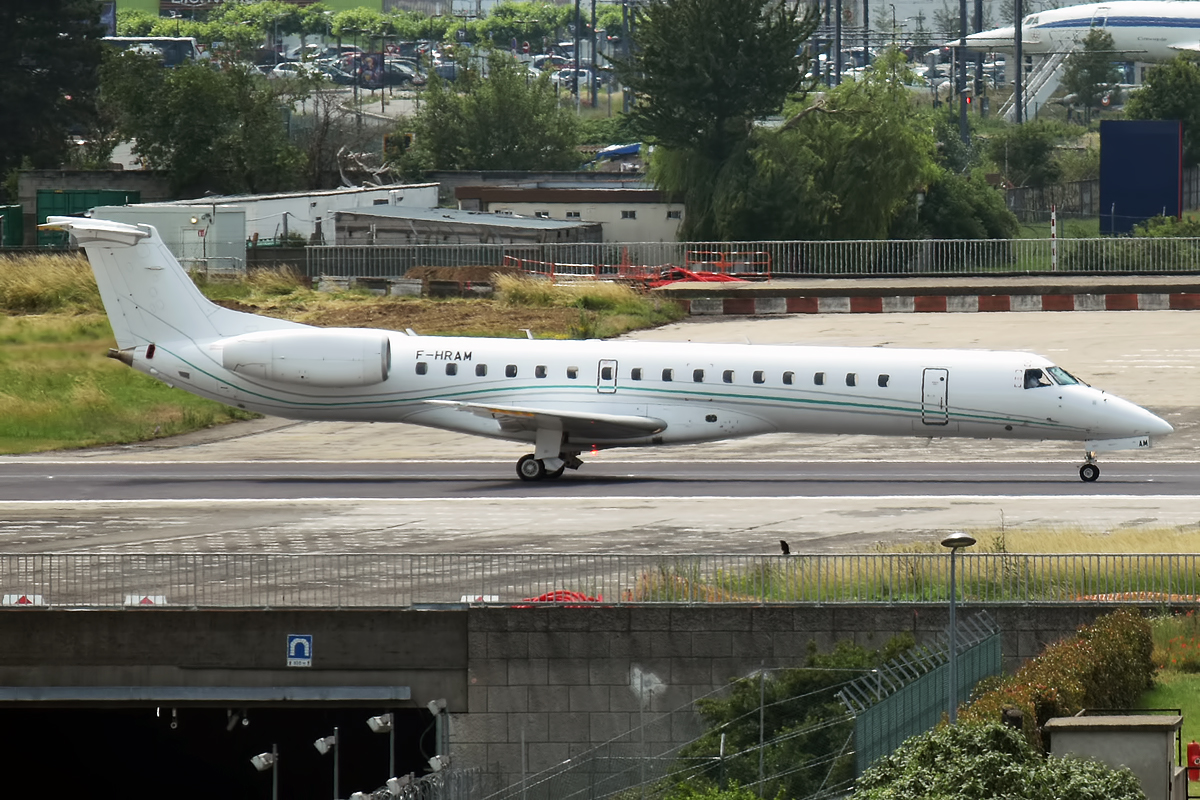
Un avion Embraer d'Amelia

Allemagne
- Avanti Air
- Condor

- Sundair
- German Airways
- TUI fly Deutschland

 Belgique
- Air Belgium

 Bulgarie
- Air Lubo (ALK Airlines)

- European Air Charter
- BH Air
- Electra Airways
- Fly2Sky Airlines
- GP Aviation
- Voyage Air

 Croatie
- Trade Air

- ETF Airways
- Fly Air41 Airways

 Danemark
- Copenhagen Air Taxi
- Danish Air Transport
- Jet Time
- Sun Air
- Sunclass Airlines

 Estonie
- FLYEST
- Nordica
- NyxAir
- Smartlynx Airlines Estonia
- Xfly

 Espagne
- AlbaStar
- Aura Airlines
- IberoJet
- Plus Ultra
- Privilege Style
- Swiftair
- Wamos Air
- World2Fly

 France
- Corsair

 Grèce
- Air Mediterranean
- Lumiwings
- Olympus

 Hongrie
- Smartwings Hungary

 Italie
- Neos

 Islande
Air Atlanta Icelandic
 Lettonie
- SmartLynx Airlines

 Lituanie
- Avion Express
- DOT LT
- GetJet Airlines
- Heston Airlines

 Luxembourg
Cargolux
 Malte
- Airhub Airlines
- Air Horizont
- Air X Charter
- Avion Express Malta
- Corendon Airlines Europe
- Freebird Airlines Europe
- Hi Fly Malta
- Malta MedAir
- Smartlynx Malta
- Titan Airways Malta

 Moldavie
- FlyOne
- HiSky

 Pays-Bas
- Corendon Dutch Airlines
- TUI fly Netherlands
- JetNetherlands

 Pologne
- Enter Air
- Smartwings Poland
- Sprintair

 Portugal
- EuroAtlantic Airways
- Hi Fly
- White Airways
- World2Fly Portugal

 Roumanie
- Air Bucharest
- Carpatair
- Dan Air
- Star East Airline

 Slovaquie
- AirExplore
- Go2Sky
- Smartwings Slovakia

 Slovénie
- Amelia International

 Suède
- Novair
- TUI fly Nordic

 Suisse
- Helvetic Airways

 Royaume-Uni
- 2Excel
- Air Partner
- Eastern Airways
- Jet2
- Jota Aviation
- Titan Airways
- TUI Airways

 Russie
- Azur Air
- I-Fly
- Nordwind Airlines
- Pegas Fly
- Royal Flight

 Turquie
- Corendon Airlines
- Freebird Airlines
- Tailwind Airlines

 Ukraine
- Anda Air
- Azur Air Ukraine
- Bravo Airways
- Jonika

### Océanie
Australie
- Alliance Airlines

## Anciennes compagnies

### Afrique
Égypte
- Air Leisure
- Lotus Air
- Shorouk Air

 Nigeria
- Kabo Air
- TAT Nigeria

 Tunisie
- Jasmin Airways

### Amérique
États-Unis
- Carnival Air Lines (Owned by Carnival Cruise Lines)
- Champion Air
- Eastern Air Lines
- Frontier Flying Service
- Miami Air International
- North American Airlines
- TransMeridian Airlines

 Canada
- CanJet
- Skyservice
- Tango (division de Air Canada)
- Thomas Cook Airlines Canada

#### Chili
Ladeco

### Asie
Chine
- East Star Airlines

Japon
Air Japan
 Jordanie
Petra Airlines
 Qatar
- Rizon Jet

 United Arab Emirates
- RAK Airways

 Ouzbékistan
- Samarkand Airways

### Océanie
Australie
- OzJet

### Europe
Allemagne
- Azur Air Germany
- Germania
- Hapag-Lloyd
- LTU
- Paninternational
- Small Planet Airlines (Germany)
- SunExpress Deutschland
- Thomas Cook Aviation
- XL Airways Germany

 Bulgarie
- Tayaran Jet
- Holiday Europe
- Helios Airways

 Belgique
- CityBird
- Sobelair

 Croatie
- Air Adriatic

 Espagne
- Pyrenair

 France
AOM French Airlines
 Irlande
- Eirjet
- TransAer International Airlines

 Italie
Blue Panorama Airlines
 Lituanie
- Small Planet Airlines

 Portugal
Luzair
 Russie
- Chernomor-Avia
- Dalavia
- Estar Avia
- Kogalymavia
- Transeuropean Airlines
- VIM-Avia

 Suède
Air Sweden
 Slovénie
- Aurora Airlines

 Turquie
- Air Alfa
- Air Anatolia
- Akdeniz Airlines
- Albatros Airlines (Turkey)
- Ankair
- Bestair
- Birgenair
- Boğaziçi Hava Taşımacılığı
- Bosphorus Airways
- Golden International Airlines
- Holiday Airlines
- Inter Airlines
- Saga Airlines
- Sultan Air
- Sunways
- Tarhan Tower Airlines
- TUR European Airways
- Turkuaz Airlines

 United Kingdom
- British Caledonian
- Capitol Air
- First Choice Airways
- JMC Air
- Monarch Airlines
- Thomas Cook Airlines
- Thomsonfly
- Virgin Sun Airlines
- XL Airways UK

### A Classer
- ATA
- Arrow Air
- Aviogenex
- BEXAIR
- ECS Jets
- Enthral Services and Aviation Pvt Ltd -www.enthralaviation.com
- Futura
- Jet Partners Worldwide
- Kenn Borek Air
- Omni Air International
- Palmair
- Starair
- Sterling European Airlines
- TAME
- Tunisia Queen Airlines